# コンスタンティ・アダム・チャルトリスキ
コンスタンティ・アダム・チャルトリスキ（Konstanty Adam Czartoryski, 1774年10月28日 - 1860年4月23日）は、ポーランド・リトアニアの貴族、公（Książę）、軍人、美術品収集家。「ポーランドの無冠の王」と称されたアダム・イェジ・チャルトリスキ公の弟。

## 生涯
ポーランドの開明派貴族層の指導者だったアダム・カジミェシュ・チャルトリスキ公と、その妻のイザベラ・フレミング伯爵夫人の間に次男として生まれた。共和国の崩壊後、女帝エカチェリーナ2世により兄アダムと一緒にロシア帝国の首都サンクトペテルブルクに呼び寄せられ、近衛連隊の士官とされた。また女帝の孫息子コンスタンチン・パヴロヴィチ大公の副官に任じられた。ワルシャワ公国時代は、1809年にポーランド軍に1個連隊を組織して参加し、連隊長（大佐）として活躍した。ナポレオン皇帝による1812年ロシア戦役では、モスクワ入城に際して戦功を立て、表彰された。
ウィーン会議後の1815年にポーランド会議王国の陸軍准将に任じられた。1816年、コンスタンティは短期間ながらサンクトペテルブルクに戻り、皇帝アレクサンドル1世の最高副官を務めたが、すぐに公的生活から引退してしまった。11月蜂起前夜の1828年、オーストリア帝国の首都ウィーンに移り住み、母親と同じく美術品の収集に情熱を傾けた。1832年（ないし1834年）、同市の18区（ヴェーリンク区）の外れのヴァインハウス地区の屋敷数軒を購入し、新しく改装した邸宅をチャルトリスキ・シュレッセルと名付けた。広大な屋敷を購入したことで、コンスタンティの美術品収集はさらに勢いを増した。
1802年にアニェラ・ラジヴィウ公女（1781年 - 1808年）と結婚し、間に長男をもうけた。1810年にマリア・ジェルジャノフスカ（1790年 - 1842年）と再婚し、3男1女をもうけた。死後、チャルトリスキ・シュレッセルを相続したのは四男で末息子のイェジ・コンスタンティ・チャルトリスキ（1828年 - 1912年）であった。また、次男アレクサンデル・ロムアルト・チャルトリスキ（1811年 - 1886年）の妻マルツェリーナ・チャルトリスカは、ショパンの門下生で高名なピアニストだった。